# Triuncina brunnea
Triuncina brunnea är en fjärilsart som beskrevs av Alfred Ernest Wileman 1911. Triuncina brunnea ingår i släktet Triuncina och familjen silkesspinnare. Inga underarter finns listade i Catalogue of Life.

## Bildgalleri

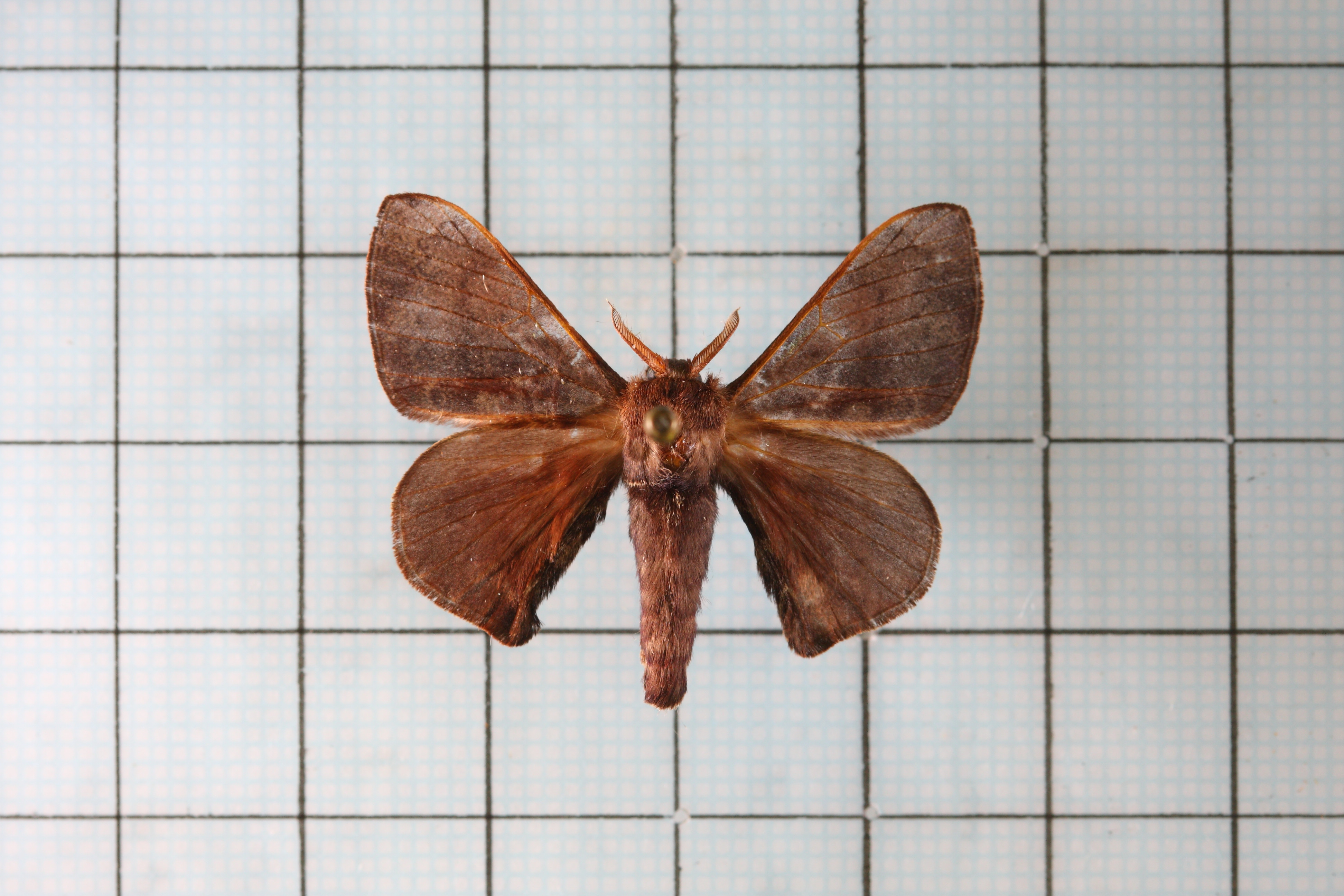
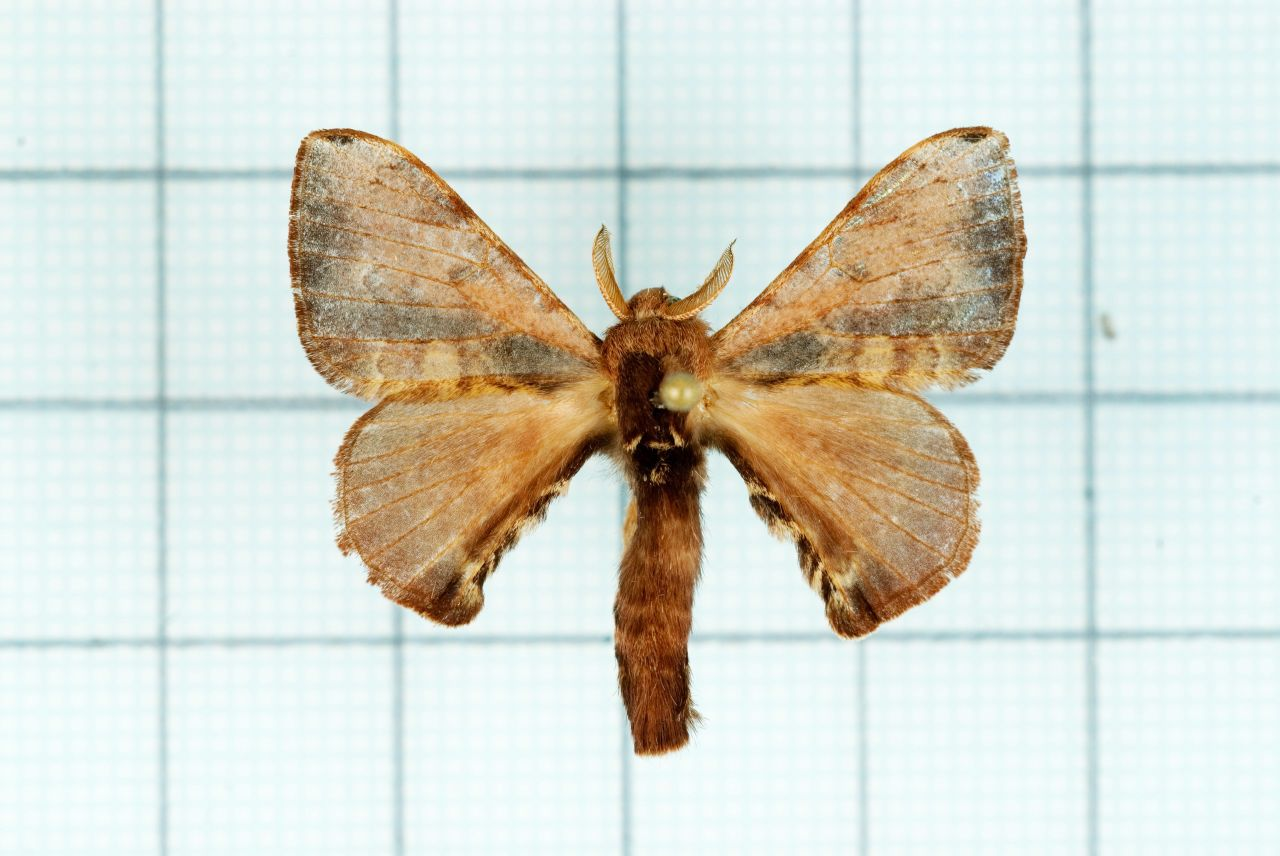